# I. Benedek pápa
I. Benedek (latinul: Benedictus), (? – 579. július 30.) léphetett a történelemben 62.-ként a pápai trónra 575. június 2-től haláláig. Zavaros időszakban töltötte be hivatalát. Politikai kudarcai mellett nem járt sikerrel jótékonykodása sem. A longobárd támadások felőrölték pontifikátusának minden pillanatát.

## Élete
Rómában született, apját Bonifatiusnak hívták. A papi hivatást választotta, ahol hamarosan diakónusi tisztségbe került. A longobárdok még Itáliát dúlták hadaikkal, amikor Benedek elődje 574-ben meghalt. A nehézkes közlekedés miatt a pápaválasztás után majdnem 11 hónappal érkezett meg a bizánci császár megerősítése. Így 575. június 2-án szentelték fel a keresztény egyház vezetőjének.
A bő 4 éven át tartó pontifikátus alatt Benedek legfőbb célja volt, hogy a lakosságot megpróbálja ellátni élelemmel és ruhával, azonban ez egyre nehezebb feladat volt, ahogy a longobárdok közeledtek Rómához. Másrészt megpróbálta felvenni a kapcsolatot az új hódítók vezetőivel, de azok elutasították a tárgyalást. Így maradt az egyetlen politikai szövetségesbe vetett remény, Bizánc segítségét kérte a pápa. De a császár nem akart segíteni a városon, épp elég volt a birodalomnak saját erőit karban tartani.
Pontifikátusáról szinte alig maradtak fenn adatok. Mindössze egy birtokadományozásról vannak értesüléseink Benedek pontifikátusából. Eszerint a Massa Venerist, egy Minturnae közelében fekvő területet ajándékozott István apátnak. Ezen felül egy papfelszentelés emlékei is megőrződtek. 50 papot, 21 püspököt és 3 diakónust (köztük a későbbi Gergely pápát) szentelt fel egyik év decemberében.
A közeledő ellenség elől a vidék lakói nagy tömegekben menekültek be Róma falai mögé. A zsúfoltság hamar éhínséget és járványokat szült, amelyen bármennyire is igyekezett, nem tudott úrrá lenni Benedek. Végül a longobárdok 579-ben megostromolták Rómát. A csatában lelte halálát a pápa is. Hamvait a Szent Péter-bazilikában helyezték örök nyugalomra.

## Művei
- Documenta Catholica Omnia (latin nyelven). (Hozzáférés: 2011. december 6.)